# 平谷地方铁路
平谷地方铁路，是中国北京市的一条地方铁路，全长16.2公里。线路起自河北省三河市的京哈铁路的三平站，终至位于北京市平谷区马坊镇的马坊站。是北京市现存的唯一一条地方铁路。

## 历史
1977年11月20日，平谷县开始修建平谷地方铁路:41。该线从三河县李旗庄站引出，于1985年5月20日建成通车:295，至1990年底累计货运量179.2万吨:299。2020年3月，为解决平谷地方铁路物流在三平站编组费时费力的问题，中铁电气化局对三平站进行了一系列改造，其中包括咽喉区增设道岔和全站计算机联锁改造。

### 未来发展
平谷区未来规划由马坊站向北新建8公里铁路线以接驳大秦铁路魏辛庄站。将在马坊站预留与北京地铁平谷线互通条件。

## 事故
2022年3月30日，河北三河市齐心庄镇，一辆白色越野车开上平谷铁路铁轨侵线与火车相撞，涉事机车为DF4D4322。